# Werin Dwin
Werin Dwin – wieś w Armenii, w prowincji Ararat. W 2011 roku liczyła 1831 mieszkańców.